# Вулиця Онопрієнка (Черкаси)
Ву́лиця Онопріє́нка — вулиця в Черкасах.

## Розташування
Вулиця починається від вулиці Одеської і простягається на захід, в кінці виходить за межі міста у вигляді Черкаської об'їзної дороги.

## Опис
Вулиця неширока, повністю асфальтована.

## Походження назви
Вулиця була утворена 1973 року і названа на честь Івана Онопрієнка, Героя Радянського Союзу.

## Будівлі
По вулиці розташовані Черкаський професійний автодорожній ліцей та Академія пожежної безпеки імені Героїв Чорнобиля.